# Grodnenska oblast
Grodnenska oblast (bjeloruski: Гродзенская вобласць, ruski: Гродненская область, poljski: Obwód grodzieński) je jedna od šest oblasti u Bjelorusiji. Središte oblasti je grad Grodno.

## Zemljopis
Grodnenska oblast se nalazi u sjeverozapadnoj Bjelorusiji na granici s Poljskom i Litvom.
Oblast je 2004. godine imala 1.146.100 stanovnika, od toga broja 63,5 % stanovništva živi u gradovima, dok 36,5 % stanovništva živi u ruralnim naseljima, površina oblasti je 25.000 km², dok je prosječna gustoća naseljenosti 45 stan./km².
Glavni grad Grodnenske oblast je Grodno koji ima 332.300 stanovnika, drugi najveći grad je Lida koji imaja 98.200 stanovnika, treći grad po broju stanovnika je Slomin koji ima 51.600 stanovnika.
Susjedne oblasti Grodnenske su jugu Brestska, na krajnjem sjeveroistoku je Vitebska, dok je na istoku Minska oblast, na sjeveru je državna granica prema Litvi, a na zapadu granica s Poljskom

### Etnički sastav
Najbrojniji narod oblasti su Bjelorusi kojih ima 62,3 %, drugi najbrojiniji narod su Poljaci kojih ima 24,8 %, Rusa ima 10 %, Ukrajinaca 1,8 %, Židova 0,4 %, Tatara 0,2 %, Litvanaca 0,2 % i ostalih 0,4 %

## Administrativna podjela
Grodnenska oblast dijeli se na 17 rajon, 12 gradova, 194 naselja, 4414 sela, te šest gradova (municipija) koji imaju viši administrativni stupanj.

## Vanjske poveznice
- Službena stranica oblasti  Arhivirana inačica izvorne stranice od 16. svibnja 2006. (Wayback Machine)